# Krasnaja now
Krasnaja now (Красная новь, russisch für: Rotes Neuland) war eine sowjetische Literaturzeitschrift, die der Literarischen Gruppe der Poputschiki (Weggenossen) nahestand. Sie erschien ab 1921 in Moskau, zunächst zweimonatlich, später monatlich. Der erste Chefredakteur war Alexander Woronski, der prominente Autoren wie Alexander Arossew, Isaak Babel, Fjodor Gladkow, Maxim Gorki, Wsewolod Iwanow, Sergei Jessenin, Wassili Kasin, Leonid Leonow, Michail Prischwin, Lidija Seifullina, Alexej Tolstoi und Wikenti Weressajew zur Mitarbeit heranzog. In Krasnaja now erschienen auch kritische und literaturtheoretische Arbeiten, z. B. von Wladimir Fritsche und Anatoli Lunatscharski.
In den Jahren 1925 bis 1927 veröffentlichte Krasnaja now Alexej Tolstois Science-Fiction-Roman Geheimnisvolle Strahlen: Das Hyperboloid des Ingenieurs Garin, der die Erfindung des Laser-Prinzips vorwegnahm, als Fortsetzungsgeschichte. Von insgesamt drei angekündigten Teilen erschienen jedoch nur zwei: Угольные пирамидки („Die Kohle-Pyramiden“) in den Ausgaben 7–9 des Jahres 1925 und Сквозь Оливиновый пояс („Durch den Olivingürtel“) in den Ausgaben 4–9 des Jahres 1926.
Zwischen Woronski und den Autoren der Russischen Assoziation proletarischer Schriftsteller (RAPP) kam es zu Konflikten über ideologische und ästhetische Fragen, worauf Woronski 1927 mit dem Vorwurf des Trotzkismus von seiner Funktion entbunden wurde. In den 1930er Jahren veröffentlichte die Zeitschrift z. B. Texte von Alexander Afinogenow, Arkadi Gaidar, Iwan Kassatkin, Walentin Katajew, Anton Makarenko und Andrei Platonow.
Im ersten Jahr erreichte Krasnaja now eine Auflage von 15.000 Exemplaren, im letzten Jahr waren es bis zu 45.000. Die letzte Ausgabe der Zeitschrift erschien 1942.

## Chefredakteure
- Alexander Woronski: 1921–1927
- Wsewolod Iwanow, Wladimir Wassilewski, Wladimir Fritsche, Fjodor Raskolnikow: 1927–1929
- Fjodor Raskolnikow: 1929–1930
- Iwan Bespalow: 1930–1931
- Alexander Fadejew: 1931–1942

## Weblink
- ZDB-ID 281390-7